# Wolfgang Windgassen
Wolfgang Windgassen (26 de junho de 1914 - 8 de setembro de 1974) foi um tenor internacionalmente conhecido pelas suas performances das óperas de Wagner.
Nasceu em Annemasse, França, e foi o filho e aluno do conhecido tenor Fritz Windgassen (que também foi professor de Gottlob Frick). Sua mãe foi a soprano de colatura Vali von der Osten, irmã da famosa soprano Eva von der Osten. Todos os membros da família de Windgassen foram associados por muito tempo a Ópera Estatal de Stuttgart.
Wolfgang fez sua estréia em Pforzheim como Pikerton em Madama Butterfly (Puccini). Após isso ele se tornou um membro da companhia de ópera de Stuttgart, e sucedeu seu pai como tenor principal da companhia. Nos dois anos de sua vida ele foi o diretor artístico da companhia.
Apareceu pela primeira vez no Festival de Bayreuth em 1951 e continuou a aparecer lá até 1970, cantando papéis das óperas de Wagner.
Morreu de um ataque do coração em Stuttgart, Alemanha, aos sessenta anos de idade. Está sepultado no Waldfriedhof Stuttgart.